# Одеска Совјетска Република
Одеска Совјетска Република (укр. Одеська Радянська Республіка; рус. Одесская Советская Республика) била је краткотрајна совјетска република формирана 30. јануара [О.С. 17. јануар] 1918. године из делова Херсонске и Бесарабске губерније бивше Руске империје.

## Историјат
Република је проглашена током бољшевичке инвазије на Украјину непосредно пре него што су бољшевичке снаге потиснуле украјинску владу из Кијева, а Сфатул Цари је прогласио независност Молдавске Демократске Републике. Управно тело Одеског совјета био је Румчерод, формиран у мају 1917, убрзо након Фебруарске револуције. После Другог конгреса, Совјетом ОСР-а је председавао Владимир Јудовски. Он је постављен након про-бољшевичког државног удара који је организовао народни комесар Николај Криленко.
Јануара 1918, Јудовски је постављен за председника локалног Совјета народних комесара и формирао је владу која је укључивала бољшевике, анархисте и чланове Социјалистичке Револуционарне партије. Влада је прогласила Одесу слободним градом и заклела се на верност бољшевичкој власти у Петрограду. Следећег месеца, владу је ликвидирао Михаил Муравјов и спојио је са регионалним Централним извршним комитетом Румчерод.
Политичка нестабилност значила је да ОСР није признала ниједна друга влада, укључујући руске бољшевике, током њеног кратког постојања. Република није успела да заустави румунску окупацију Бесарабије, региона на који је полагала право. У потпуности је престала да постоји када су ју 13. марта 1918. године, два месеца након стварања, опљачкале немачке и аустроугарске трупе, након споразума у Брест-Литовску између Централних сила, Украјинске Народне Републике и Петроградског Совнаркома. Влада и војска су се евакуисали прво у Николајев, затим у Севастопољ и на крају у Ростов на Дону.